# Codanus Sinus

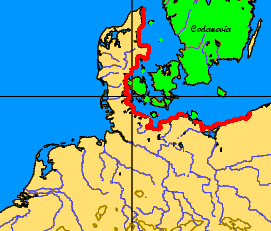
Der Codanus Sinus mit seinen zahlreichen Inseln auf einer Karte des heutigen Ostseeraums. Dass Skandinavien Teil des Festlandes ist, war in der Antike nicht bekannt.

Codanus Sinus ist in der antiken lateinischen Überlieferung die Bezeichnung für einen großen, jenseits der Elbe gelegenen Meerbusen im Norden Germaniens, mit dem der westliche Teil der Ostsee und das Kattegat, eventuell auch das Skagerrak gemeint sind.

## Antike Quellen
Der antike Gewässername wird zuerst erwähnt bei Pomponius Mela und Plinius dem Älteren als ein jenseits der Elbe liegender riesiger Meerbusen an der Nordküste Germaniens mit zahlreichen Inseln:

„super Albim Codanus ingens sinus magnis parvisque insulis refertus est. hac re mare quod gremio litorum accipitur nusquam late patet nec usquam mari simile, verum aquis passim interfluentibus ac saepe transgressis vagum atque diffusum facie amnium spargitur; qua litora attingit, ripis contentum insularum non longe distantibus et ubique paene tantundem, it angustum et par freto, curvansque se subinde longo supercilio inflexum est.“

Als größte dieser Inseln wird Scandinavia (bei Mela Codannovia genannt) erwähnt:

„triginta sunt Orcades angustis inter se diductae spatiis. septem Haemodae contra Germaniam vectae in illo sinu quem Codanum diximus; ex iis Scandinavia, quam adhuc Teutoni tenent, ut fecunditate alias ita magnitudine antestat.“

Im Unterschied zu Pomponius Mela meint Plinius offenbar die (heutige) Ostsee mit: „da der Codinus sinus von einem Hochgebirge (Saevo) eingeschlossen ist, in den das Vorgebirge der Kimbern (Kap Skagen) ausläuft und u. a. die ‚Insel‘ Skandinavia umspült“

„Incipit deinde clarior aperiri fama ab gente Inguaeonum, quae est prima in Germania. mons Saevo ibi, inmensus nec Ripaeis iugis minor, inmanem ad Cimbrorum usque promunturium efficit sinum, qui Codanus vocatur, refertus insulis, quarum clarissima est Scatinavia, inconpertae magnitudinis, portionem tantum eius, quod notum sit, Hillevionum gente quingentis incolente pagis: quare alterum orbem terrarum eam appellant. nec minor est opinione Aeningia.“

## Interpretation

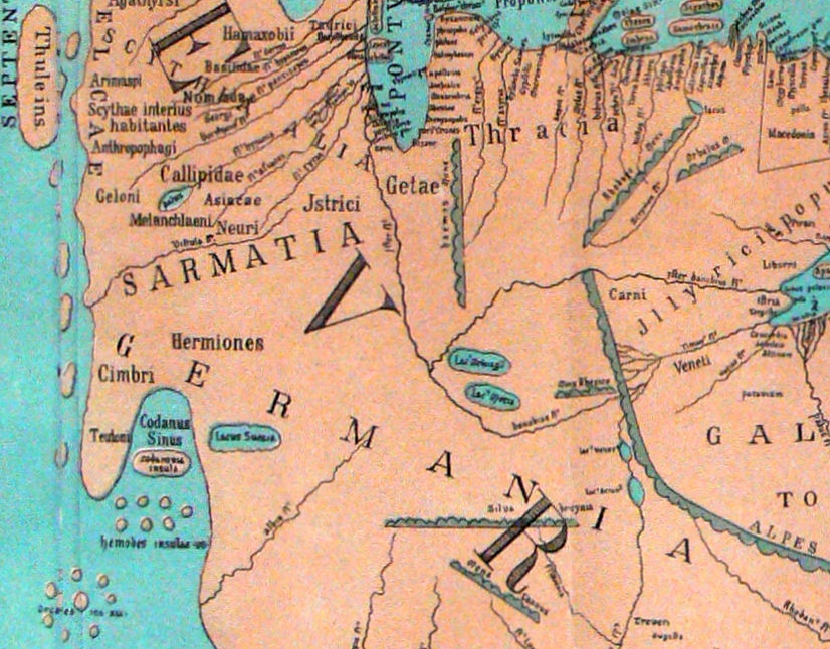
Codanus sinus im Weltbild der Römer nach Pomponius Mela in einer Karte des 19. Jahrhunderts

Die Interpretation der Textstellen bei Mela hinsichtlich der Reichweite des mit Codanus sinus gemeinten Gewässers reicht von dem westlichen Teil der Ostsee, der heute in etwa mit der Lübecker Bucht zu umschreiben ist, über Skagerrak und Kattegat, bis hin zur gesamten Ostsee unter Einschluss von Kattegat und Skagerrak.
Unklar ist, ob beide Autoren sich der gleichen Quelle bedient haben oder ob Plinius im Wesentlichen auf die zweifellos älteren Aufzeichnungen des Mela zurückgegriffen hatte. Jedenfalls waren die Vorstellungen des Plinius und des Mela über die Lage und die Ausdehnung des Codanus sinus offenbar nicht völlig deckungsgleich. Darauf deutet unter anderem der Hinweis bei Mela auf einen Gezeiteneinfluss in diesem Gewässer. Demzufolge wäre die östliche Nordsee gemeint. Verschiedene Autoren gehen davon aus, dass die spätere Beschreibung durch Plinius, in der Hinweise auf ein Gezeitenmeer nicht mehr zu finden sind, mit Fehldeutungen der ihm zweifelsfrei bekannten Schriften des Mela zusammenhängen. Unter anderem geht dies auf tatsächliche oder vermeintliche Widersprüche in Melas Schriften zwischen der geografischen Verortung des Gebietes und der Beschreibung der diese Küstenstriche bewohnenden Stämme zurück. Die Unterschiede hängen aber auch mit den in der Antike unscharfen Vorstellungen über das Ausmaß der Landmassen im Bereich der östlichen Nordsee und der westlichen Ostsee zusammen, so dass auch die Vorstellungen über die Meeresgebiete selbst verschwommen waren. Obgleich also die ursprüngliche geografische Bedeutung von Codanus sinus, also die von Mela, wohl eher als mit der östlichen Nordsee bis hin zum Skagerrak und Kattegat gleichzusetzen wäre, hat sich die Geschichtswissenschaft später in erster Linie am Text des Plinius orientiert und die daraus hergeleitete Bedeutung als westliche Ostsee hat sich durchgesetzt.

## Etymologisches
Über die Herkunft der Bezeichnung wird bis heute kontrovers diskutiert. Eine von mehreren Erklärungen geht davon aus, dass Codanus sich von einem Wort ableitet, das mit dem althochdeutschen quoden, was so viel wie Bauch oder Mutterschoß bedeutet, verwandt ist und diese Bezeichnung auf den rundlichen Küstenverlauf der südlichen Ostsee Bezug nimmt.